# Coenipeta
Coenipeta là một chi bướm đêm thuộc họ Erebidae.

## Các loài
- Coenipeta agnatali
- Coenipeta albidentina
- Coenipeta anepsia
- Coenipeta anitoba
- Coenipeta bibitrix Hübner, 1823
- Coenipeta capensis
- Coenipeta catoxantha
- Coenipeta chalybea
- Coenipeta colliquens Hübner, 1818
- Coenipeta columbina
- Coenipeta damonia
- Coenipeta diffusa
- Coenipeta dimidiata
- Coenipeta endopolia
- Coenipeta fragilis
- Coenipeta fucosa
- Coenipeta glaucescens
- Coenipeta glaucinans
- Coenipeta glaucoides
- Coenipeta hemiplagia
- Coenipeta illustrans
- Coenipeta labuligera
- Coenipeta leucocyma
- Coenipeta lilacina
- Coenipeta lobuligera
- Coenipeta medalba
- Coenipeta medina Guenée, 1852
- Coenipeta meskei
- Coenipeta mesozonea
- Coenipeta mollis
- Coenipeta musa
- Coenipeta nubila
- Coenipeta oba
- Coenipeta ocellata
- Coenipeta parilis
- Coenipeta phasis
- Coenipeta polynoe
- Coenipeta saxosa
- Coenipeta seraspis
- Coenipeta sororia
- Coenipeta sublimis
- Coenipeta subocellata
- Coenipeta subvaria
- Coenipeta sulima
- Coenipeta suttea
- Coenipeta tachypetes
- Coenipeta tanais
- Coenipeta templada
- Coenipeta thetis
- Coenipeta umbrata
- Coenipeta zenobina